# Streets of Rage
Streets of Rage, anche conosciuto come Bare Knuckle (ベア・ナックル 怒りの鉄拳?, Bea Nakkuru: Ikari no Tekken) in Giappone, è un videogioco appartenente al genere picchiaduro a scorrimento, sviluppato e distribuito da SEGA e uscito su Sega Mega Drive, Sega Master System e Game Gear nel 1991.
Il grande successo ottenuto ha convinto gli sviluppatori a produrne due seguiti (Streets of Rage 2 e Streets of Rage 3), altrettanto buoni e di altrettanto successo. È riconosciuto dai fan come uno dei migliori picchiaduro a scorrimento della storia, assieme a titoli come Final Fight e Double Dragon.

## Trama
La città in cui si svolge la vicenda un tempo era un posto tranquillo e pacifico. Ma un giorno una sconosciuta e potente organizzazione criminale riuscì a prendere il controllo della città, corrompendo le figure governative e prendendo il controllo anche delle forze di polizia, trasformando la città in un luogo di crimine e violenza. Nel caos e panico più totali, tre coraggiosi ex poliziotti decidono di prendere in mano la situazione e, grazie alle loro conoscenze delle arti marziali, scendono in strada più che mai decisi a smantellare l'organizzazione criminale una volta per tutte.

## Personaggi
All'inizio dell'avventura è possibile scegliere uno tra i tre personaggi disponibili, che sono Axel Stone, 22 anni, karateka e appassionato di videogiochi; Adam Hunter, 23 anni, amante dei bonsai e specializzato nel pugilato; e Blaze Fielding, 21 anni, appassionata di lambada e specializzata invece nel judo.
Axel e Adam, i due uomini, sono più potenti ma meno agili (Axel nei salti, Adam nella velocità), al contrario di Blaze, che fa dell'agilità e dei salti i propri punti di forza. L'abbigliamento di Axel (maglietta bianca, blue jeans, guanti blu e scarpe bianche) ricorda molto quello di Cody, protagonista di un altro grande picchiaduro a scorrimento, ovvero Final Fight.

## Caratteristiche e struttura di gioco
Essendo un picchiaduro a scorrimento, i livelli di gioco si svolgono con il personaggio che cammina da sinistra a destra dello schermo. Il gioco è strutturato in otto livelli, più o meno lineari, ognuno dei quali ha un aspetto peculiare; alcuni di questi contengono armi e trabocchetti letali anche per il giocatore, come per esempio il livello della fabbrica, dove bisogna fare attenzione a non finire sotto le presse, oppure il livello del ponte in costruzione, ove sono presenti buchi nel pavimento, che costano la perdita di una vita se ci si finisce dentro. Altra caratteristica è la presenza di oggetti distruttibili nel livello, i quali possono contenere oggetti per recuperare energia, armi, soldi o vite supplementari. Al termine di ogni livello è presente un mostro (boss; due nel caso si stia giocando una partita in modalità cooperativa), ma in diverse zone è possibile incontrare anche dei sotto-mostri, affrontabili a metà livello, i quali il più delle volte ricalcano l'aspetto di mostri già affrontati, con qualche piccolo cambiamento grafico.
L'ultimo livello è l'unico che si affronta andando da destra a sinistra dello schermo, ed è l'unico nel quale non è possibile ricorrere all'attacco speciale. A differenza di Final Fight, in Streets of Rage non sono visibili le barre d'energia nei nemici comuni, ma solo quelle dei mostri, che vanno da un colore giallo (ovvero il massimo) al rosso, per poi divenire gradualmente bianche allorché i nemici vengono colpiti ripetutamente. Anche se i tre personaggi sono molto simili in alcune mosse, ognuno possiede delle combo personali che vengono effettuate semplicemente premendo più volte il tasto d'attacco; è inoltre disponibile un attacco speciale che consiste nell'intervento di una macchina della polizia dalla quale partono poi dei colpi di cannone o di mitragliatrice in grado di eliminare all'istante qualsiasi nemico.
Anche se il colpo speciale è utilizzabile una sola volta per vita, è tuttavia possibile trovarne in giro per i livelli, in modo da averne poi due a disposizione; generalmente, i colpi speciali supplementari si trovano in livelli particolarmente difficoltosi, dove si trovano anche i sotto-mostri. Giocando in modalità cooperativa, è possibile inoltre eseguire delle mosse in coppia. Ciò che colpisce è anche la grande varietà di nemici presenti, che vanno dai semplici punk da strada a donne con le fruste, giullari e obesi sputafuoco; riguardo a questi ultimi, è incredibile come il personaggio, qualora tenti di sollevarli, fallisca nel proprio intento e venga schiacciato dal loro stesso peso, perdendo anche una certa quantità di energia: dettaglio molto raffinato, per l'epoca.

### Livelli
Come detto poc'anzi, i livelli sono 8 e, come nelle trame poliziesche e thriller dell'epoca, l'ambientazione è notturna, tranne per l'ultimo scenario, ambientato tra la notte e l'alba.
- Strada commerciale: è una strada ricca di negozi dalle insegne al neo (neon) illuminate e variopinte; vi si incontrano automobili parcheggiate, cabine telefoniche, siepi. Alcuni nemici si nascondono dietro le serrande dei retrobottega. Il mostro è un punk simile agli altri (sempre in giubbotto di jeans), ma più corpulento e armato di boomerang.
- Strada secondaria: una serie di vicoli di quartieri malfamati, con spazzatura per terra e vari bidoni, finestre rotte e, sui muri, manifesti strappati. Molto particolari le porte d'ingresso ai palazzi, evidentemente sproporzionate rispetto agli altri oggetti e personaggi. Il mostro è un punk armato con guanti forniti di lame; è chiaramente ispirato a Freddy Krueger.
- Spiaggia: il livello si svolge sulla battigia, con la città sullo sfondo. Il mare agitato continua a sbattere le onde in sovrimpressione, mentre leggeri scrosci di pioggia cadono di tanto in tanto. Armi e potenziamenti sono nascosti in pile di copertoni. Da notare le lattine abbandonate sulla sabbia, che rotolano via dopo alcune folate di vento. Il mostro è Abadede, anche se in questo titolo della saga non se ne conosce ancora il nome.
- Ponte: il ponte è ancora in costruzione e presenta vari buchi nell'asfalto che fanno piombare in acqua il malcapitato che vi cade, causandone la morte. Sullo sfondo si può ammirare l'orizzonte illuminato della città. Tra gli oggetti distruttibili ci sono transenne, conetti e luci segnaletiche. Il mostro è Big Ben, nonostante qui non ne venga rivelato il nome e presenti alcune differenze con le versioni successive: è più alto, più lento (solo quando cammina) e la caratteristica fiamma che fa fuoriuscire dalla bocca assume forma di pesce.
- Nave: il giocatore attraversa vari ambienti di una nave (sottocoperta e il ponte) affrontando una grande quantità di nemici, che saltano fuori anche dai lati dello scafo. La nave ondeggia realmente su e giù, aumentando l'effetto realistico della navigazione in velocità, mentre sullo sfondo scorre un'altra proposta dell'orizzonte notturno cittadino. Qui compare il primo sotto-mostro, Abadede, con una palette di colori differente. I mostri finali sono Mona e Lisa; anche per loro non è dato sapere il nome in questo gioco; presentano inoltre una veste grafica completamente differente: si tratta infatti delle sprite di Blaze con differenti palette (vestiti verdi invece che rossi) e tecniche di combattimento originali.
- Fabbrica: il giocatore si addentra in una catena di montaggio di un impianto produttivo, tra nastri trasportatori e casse. Molta attenzione va prestata alle enormi presse industriali, che si attivano poco dopo l'accensione della luce rossa, rovinando sui malcapitati sottostanti. Vi sono due fatti curiosi da notare: essere schiacciati da una pressa non uccide all'istante ma causa solo perdita di energia, nonostante le dimensioni e la potenza idraulica (lo schermo trema per qualche frazione di secondo); quando la pressa è abbassata, ostacola la strada a qualsiasi personaggio che voglia passare da un lato all'altro. Compare come sotto-mostro Big Ben, con colori diversi; colori identici invece per il mostro finale, nient'altro che la riproposizione di quello del secondo livello: in questo caso, però, vi saranno due mostri da affrontare, anche se si sta giocando in modalità singola.
- Montacarichi: usciti dallo stabilimento si sale su un montacarichi che conduce ai piani alti della fabbrica, dov'è situato il quartier generale dell'organizzazione. Sullo sfondo si può ammirare il panorama urbano notturno, che con l'aumentare dell'altezza si apre sempre di più verso l'orizzonte. Al contrario degli altri livelli, questo è fisso, nel senso che non ci si deve spostare verso destra, ma si rimane sempre sulla stessa piattaforma; i nemici accorrono cadendo dai piani superiori o uscendo dalla porta delle varie fermate intermedie. Nonostante il luogo, si è in grado comunque di chiamare i soccorsi; l'auto della polizia arriverà al piano terra e sparerà colpi verso l'alto. In questo livello non ci sono mostri finali o intermedi.
- Quartier generale: l'ultimo piano della fabbrica è interamente adibito a quartier generale del sindacato del crimine. Il percorso del giocatore avviene al contrario (da destra verso sinistra) e si svolge lungo un lussuoso corridoio tappezzato di rosso. Come negli alberghi di lusso sono presenti carrelli portavivande a rotelle, alcuni dei quali possono essere lanciati contro il giocatore causando un lieve danno. Particolarità del livello è la grafica delle ambientazioni esterne; a ogni finestra c'è sempre più luce, dando così un effetto aleggio altrimenti impossibile per l'epoca. L'espediente di cambiare luce/orario disegnando in modo differente diverse parti di uno stesso sfondo è stato usato anche in altre serie di quel periodo, quali Final Fight. Nel corridoio si incontrano via via tutti i mostri dei precedenti livelli, qui proposti come ostacolo intermedio e con differenti colorazioni. Finito il corridoio, si entra nella stanza di Mr. X,, dalla quale potrà scaturire uno dei due differenti finali del gioco.

### Finali
Ci sono due possibili finali del gioco: uno buono (Good ending) e uno cattivo (Bad ending). Prima di affrontare l'ultimo mostro, ossia Mr. X, il capo dell'organizzazione, questi chiede al giocatore se si vuole unire a lui come suo braccio destro. È in realtà una domanda trabocchetto: se il giocatore (o entrambi i giocatori) rispondono No, si affronta subito il nemico e, in caso di vittoria, si arriva al finale buono. Se il giocatore (o entrambi i giocatori) rispondono Yes, Mr. X li rispedisce con una botola al sesto livello, con la scusa di una prova di fedeltà. A questo punto non tocca che riaffrontare il percorso e incontrare nuovamente Mr. X, che combatterà senza più domande; anche in questo caso, se vittoriosi, si arriva al finale buono.
Al finale negativo si arriva solamente se, in modalità cooperativa, un giocatore risponde Yes e l'altro No: a questo punto Mr. X chiede al pretendente di combattere contro il proprio compagno: se vince colui che non voleva diventare un criminale, il gioco prosegue come spiegato sopra; se vince il pretendente, questi dovrà affrontare comunque Mr. X (come detto prima, era una domanda trabocchetto) e, in caso di vittoria, diventerà il nuovo capo del sindacato del crimine.
Ai due finali segue una sequenza di immagini personalizzata alternata ai titoli di coda.

## Colonna sonora
Il compositore dei brani è Yuzo Koshiro, noto per aver lavorato a diversi titoli nel campo dei videogiochi, sempre in ambito di colonne sonore e musiche. Lo stile si ispira direttamente alle sonorità caraibiche e alla Techno a cavallo tra gli anni Ottanta e Novanta. Diversi brani vengono ancora oggi considerati dei capolavori del genere dagli estimatori. Nel 1991 in Giappone viene commercializzata la colonna su CD,  che va a ricalcare gli stessi brani presenti nel videogioco con l'aggiunta di diversi inediti. Queste tracce su CD sono realizzate mediante il chip sonoro Sound Board II, non con quello originale del Megadrive.
1. The Street Of Rage (1:59)
2. Player Select (0:44)
3. Fighting In The Street (4:49)
4. Attack The Barbarian (2:43)
5. Round Clear (0:09)
6. Dilapidated Town (3:16)
7. Moon Beach (2:52)
8. Keep The Groovin' (3:22)
9. Beatnik On The Ship (2:27)
10. Stealthy Steps (2:34)
11. Violent Breathing (1:47)
12. The Last Soul (3:07)

1. Big Boss (1:46)
2. My Little Baby (Good Ending) (1:56)
3. You Became The Bad Guy! (2:07)
4. Up & Up (2:09)
5. The Super Threc (1:26)
6. Name Entry (2:30)
7. Game Over (0:06)
8. The Street Of Rage (Arranged Version) (2:06)
9. Fighting In The Street (Arranged Version) (3:07)
10. The Last Soul (Arranged Version) (4:13)
11. Keep The Groovin' (Arranged Version) (4:40)
12. You Became The Bad Guy! (Arranged Version) (3:10)

## Serie
- Streets of Rage 2 (1992)
- Streets of Rage 3 (1994)
- Streets of Rage 4 (2020) sviluppato da Lizardcube e Guard Crush Games, pubblicato da DotEmu.
- Streets of Rage Remake (2013)
- Streets of Rage: Revolution (202?) attualmente in sviluppo.[3]